# お太助バス

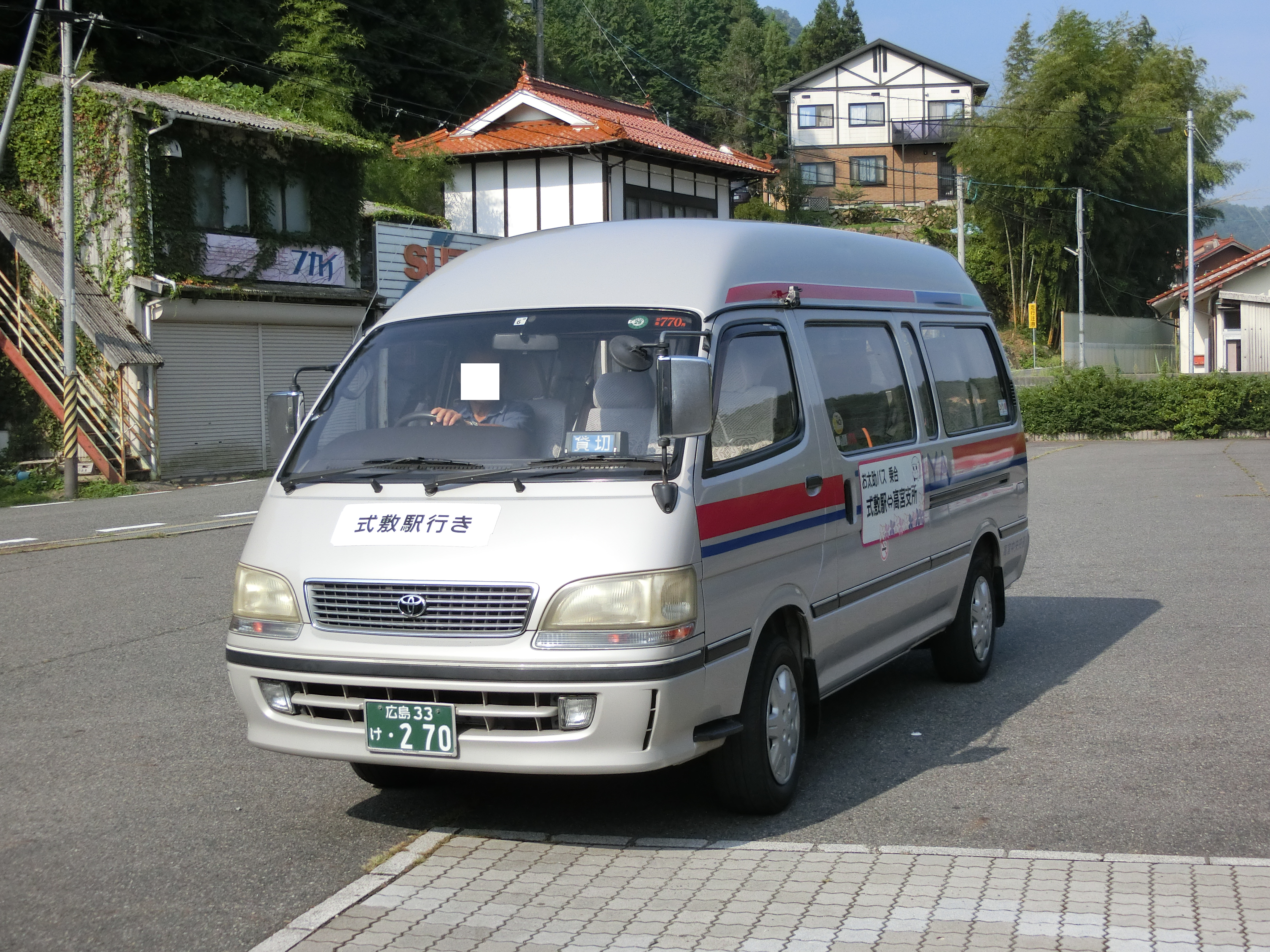
路線バスとして運行されるお太助ワゴンの車両（式敷駅にて撮影）

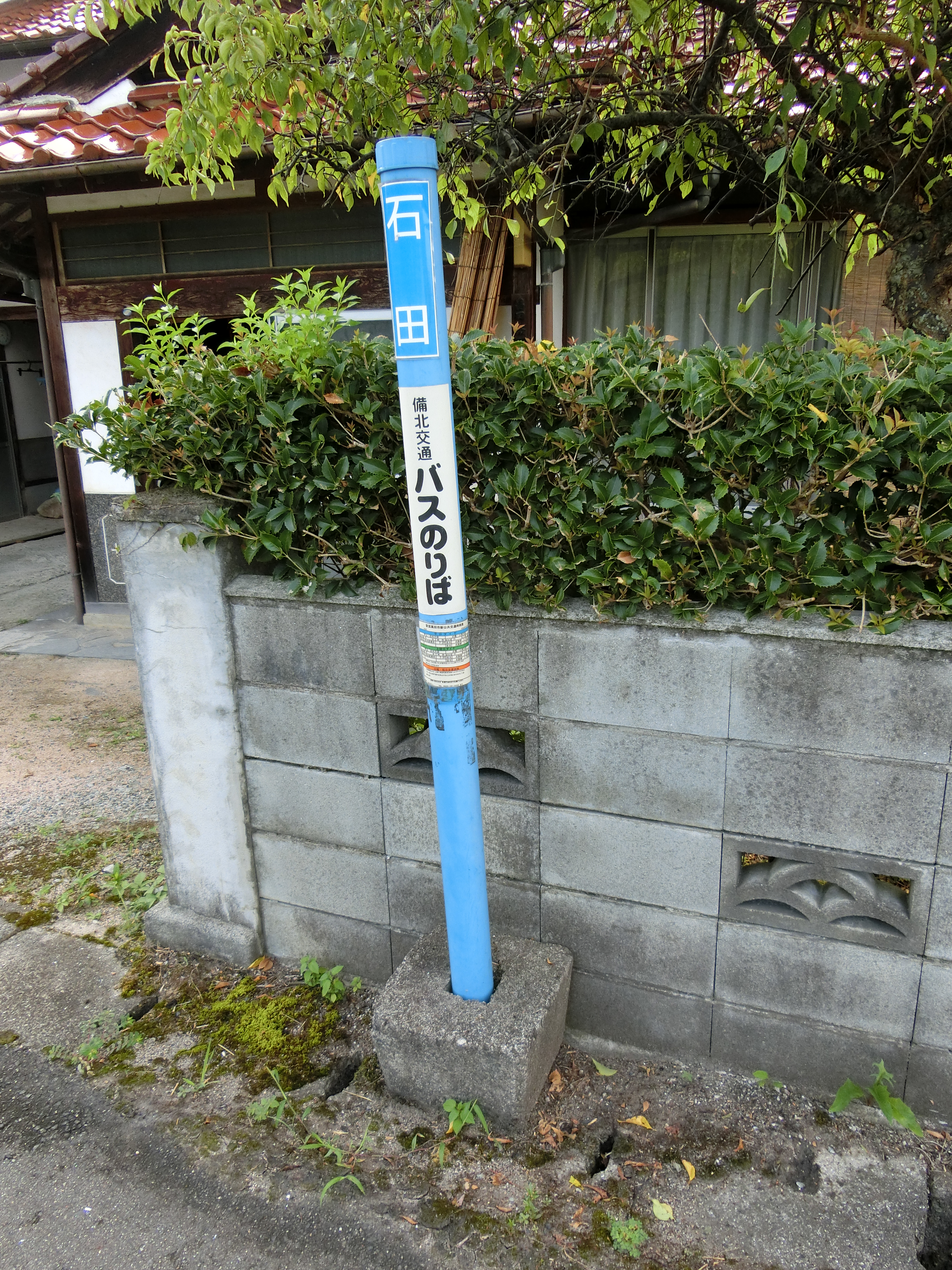
お太助バスのバス停（石田バス停）

お太助バス（おたすけバス）は広島県安芸高田市が主体となって運行するコミュニティバスである。本項では、同じく安芸高田市が主体となって運行するデマンド型乗合タクシーのお太助ワゴン（おたすけワゴン）についても記述する。

## お太助バス

### 運行受託
- ニコニコタクシー
  - 『ごーごー』曽我神社線・津々羅線・『お太助ワゴン』式敷三次線
- 芸北タクシー
  - 『ごーごー』風の谷内山線・『さんさん』美土里中央線・式敷線
- 高宮中央交通
  - 『さんさん』船佐線
- 高宮中央タクシー
  - 『お太助ワゴン』式敷駅線・船佐駅線
- 三ツ矢タクシー
  - 『お太助ワゴン』上有留線
- 甲立タクシー
  - 『お太助ワゴン』出口線・『お太助ワゴン』式敷三次線

### 運行路線
式敷三次線以外は休日運休となる。
『ごーごー』
- 1 風の谷内山線（休日運休）
  - 風の谷内山 - 生田車庫 - 北生中央 - 滝ヶ谷渓谷入口 - 上黒瀧 - 下黒瀧 - 美土里中央 - （高田インターバスセンター） - 向井 - 多治比局前 - 吉田小学校 - 吉田出張所 - 安芸高田警察署 - 安芸高田市役所前 - 吉田病院 - 青迫 - 吉田税務署 - 吉田 - 吉田出張所（3月1日 - 12月24日運行）
  - 風の谷内山 - 生田車庫 - 北生中央 - 滝ヶ谷渓谷入口 - 北生中央 - （ノンストップ（広島県道・島根県道6号吉田邑南線経由）） - 下黒瀧 - 美土里中央 - （高田インターバスセンター） - 向井 - 多治比局前 - 吉田小学校 - 吉田出張所 - 安芸高田警察署 - 安芸高田市役所前 - 吉田病院 - 青迫 - 吉田税務署 - 吉田 - 吉田出張所（12月25日 - 2月末日運行）
- 3 曽我神社線（休日運休）
  - 曽我神社入口 - 北市 - 下黒瀧 - 美土里中央 - 塩瀬 - 美土里中央 - （高田インターバスセンター） - 向井 - 多治比局前 - 吉田小学校 - 吉田出張所 - 安芸高田警察署 - 安芸高田市役所前 - 吉田病院 - 青迫 - 吉田税務署 - 吉田 - 吉田出張所
- 4 津々羅線（休日運休）
  - 津々羅 - 多治比局前 - 吉田小学校 - 吉田出張所 - 安芸高田警察署 - 安芸高田市役所前 - 吉田病院 - 青迫 - 吉田税務署 - 吉田 - 吉田出張所

『さんさん』
- 2 美土里中央線（土曜・休日運休）
  - 美土里中央 - 高田インターバスセンター - 向井 - 多治比局前 - 吉田小学校 - 吉田出張所 - 安芸高田警察署 - 安芸高田市役所前 - 吉田病院 - 青迫 - 吉田税務署 - 吉田 - 吉田出張所
- 5 式敷線（休日運休）
  - 式敷駅 - 野部 - 佐々部 - 高宮支所 - 房後四ツ道 - 浅塚 - 甲立駅前 - 下小原 - 高屋大橋 - 吉田出張所 - 安芸高田警察署 - 安芸高田市役所前 - 吉田病院 - 青迫 - 吉田税務署 - 吉田 - 吉田出張所
- 6 船佐線（休日運休）
  - 船佐駅 - 乙木橋 - 叶谷口 - 高宮支所 - 佐々部 - 上来女木 - 原田市 - 浅塚 - 甲立駅前 - 下小原 - 高屋大橋 - 吉田出張所 - 安芸高田警察署 - 安芸高田市役所前 - 吉田病院 - 青迫 - 吉田税務署 - 吉田 - 吉田出張所

『お太助ワゴン』
★：以下の路線は『お太助ワゴン』の車両を活用し、朝と夕方にて路線バスとして運行される。
- 7 式敷駅線（月曜・水曜のみ運行（休日運休））
  - 式敷駅 - 野部 - 佐々部 - 高宮支所
- 8 船佐駅線（火曜・金曜のみ運行（休日運休））
  - 船佐駅 - 乙木橋 - 叶谷口 - 高宮支所
- 9 上有留線（休日運休）
  - 上有留 - 向原駅 - 八東戸 - 正力橋 - （ノンストップ（広島県道29号吉田豊栄線経由）） - 吉田 - 安芸高田警察署 - 安芸高田市役所前 - 吉田病院 - 青迫 - 吉田税務署 - 吉田 - 吉田出張所（3月1日 - 12月24日運行）
  - 上有留 - 向原駅 - 八東戸 - （ノンストップ（広島県道37号広島三次線・広島県道212号吉田口停車場線・国道54号経由）） - 吉田 - 安芸高田警察署 - 安芸高田市役所前 - 吉田病院 - 青迫 - 吉田税務署 - 吉田 - 吉田出張所（12月25日 - 2月末日運行）
- 10 出口線（休日運休）
  - 出口 - 獅子堀 - 山田 - 獅子堀 - 向原駅
- 11 式敷三次線（毎日運行（三次駅前 - 三次中央病院間は土曜・休日運休））
  - 式敷駅 - 信木 - 所木 - 船佐駅 - 長谷 - 粟屋 - 丸大食品前 - （ノンストップ（広島県道・島根県道112号三次江津線経由）） - 三次駅前（・三次中央病院）
    - 三次駅前 - 三次中央病院間のみの利用はできない。

### 沿革
- 2010年（平成22年）10月1日 - 運行開始。
- 2016年（平成28年）10月1日 - 運行事業者が備北交通から安芸高田市内の各事業者へ変更となりPASPYの利用終了[1]。
- 2018年（平成30年）4月1日 - 三江線の廃止に伴い、式敷三次線を運行開始[2]。

### 車両
- ノンステップバスで、日野・ポンチョ（ショートボディ）と日野・レインボーⅡを使用している。[3]

## お太助ワゴン
- 安芸高田市全域を運行するデマンド型乗合タクシー。登録制で、乗車は事前予約が必要。

### 運行受託
- 吉田八千代便
  - 芸北タクシー
  - 吉田タクシー
  - ニコニコタクシー
- 美土里便
  - 備北交通
- 甲田向原便
  - 甲立タクシー
  - 三ツ矢タクシー
  - 向原タクシー
- 高宮甲田便
  - 高宮中央交通
  - 備北交通

★：予約・受付業務は、財団法人安芸高田市地域振興事業団が一括して担当する。